# Arene brasiliana
Arene brasiliana är en snäckart som först beskrevs av Dall 1927.  Arene brasiliana ingår i släktet Arene och familjen turbinsnäckor. Inga underarter finns listade i Catalogue of Life.